# Пожары (Усвятский район)
Пожары — деревня в Усвятском районе Псковской области России. Входит в состав сельского поселения «Усвятская волость».

## География
Находится на юге региона, в северо-западной части района, в лесной местности.
Уличная сеть не развита.

## История
В соответствии с Законом Псковской области от 28 февраля 2005 года № 420-ОЗ деревня Пожары вошла в состав образованного муниципального образования Усвятская волость.

## Население
| 2001 | 2002 | 2010 |
| ---- | ---- | ---- |
| 7    | ↗21  | ↘4   |

## Инфраструктура
Личное подсобное хозяйство.

## Транспорт
На южной окраине — платная дорога 58К-202. Остановка общественного транспорта «Пожары». Проходят рейсовые автобусы Усвяты — Мельны-2, Усвяты — Чурилово.